# Delfo Bellini
Antonio Giovanni Battista Delfo Bellini (født 13. januar 1900 i Genova, død 11. september 1953) var en italiensk fodboldspiller, som deltog i de olympiske lege 1928 i Amsterdam.
Bellini var forsvarsspiller og begyndte sin karriere i 1919 i Sampierdarenese. Han skiftede til Genoa i 1922, hvor han spillede, til han i 1925 flyttede videre til Inter. Han spillede to sæsoner her, inden han vendte tilbage til Genoa, hvor han spillede, til han sluttede sin karriere i 1928. Han var med til at blive italiensk mester i 1924 med Genoa.
Han spillede otte landskampe for Italien 1924-1928. Hans sidste landsholdoptræden kom ved OL 1928, hvor han kun spillede én kamp: Bronzekampen mod Egypten, som Italien vandt 11-3. Uruguay og Argentina vandt henholdsvis guld og sølv.